# Die Todeskarten des Dr. Schreck
Die Todeskarten des Dr. Schreck (Originaltitel:  Dr. Terror’s House of Horrors) ist ein 1964 entstandener britischer Horrorfilm von Freddie Francis, bestehend aus einem Prolog, fünf voneinander unabhängigen Episoden und einem kurzen Epilog. Die Titelrolle spielt Peter Cushing. In weiteren Hauptrollen sind Christopher Lee, Michael Gough, Jennifer Jayne und der junge Donald Sutherland zu sehen.

## Handlung

### Prolog
Fünf Männer betreten das Abteil eines Zuges, der von London nach Bradley fahren soll. Schließlich betritt ein sechster Mann das Abteil, ein mysteriöser Herr, der sich als Dr. Schreck vorstellt. Während der gemeinsamen Zugfahrt holt Dr. Schreck seine Tarotkarten heraus, die er sybillinisch das „Haus des Schreckens“ nennt. Dann beginnt er während der Fahrt anhand der Karten die Schicksale eines jeden einzelnen seiner Mitreisenden zu offenbaren und erzählt nachfolgende fünf Geschichten.

### Der Werwolf
Der Architekt Jim Dawson kehrt in das alte Haus seiner Familie auf eine schottische Insel heim, um einige Ausbesserungen für die neue Hausbesitzerin Mrs. Biddulph vorzunehmen. Die noch junge Witwe erklärt Jim den Grund für ihren Rückzug in dieses abgelegene Haus: Sie wolle hier nach dem Tode ihres Ehemannes neue Kraft schöpfen. Während der Renovierungsarbeiten an dem Haus entdeckt Jim hinter einer Scheinmauer im Keller des Anwesens den Sarg eines gewissen Graf Cosmo Valdemar. Valdemar war der erste Besitzer des Hauses und starb vor einigen Jahrhunderten bei einem gewaltsam ausgetragenen Konflikt mit der Familie der Dawsons. In der Gegend geht das Gerücht um, dass Valdemar eines Tages heimkehren, Ansprüche auf das Haus erheben und Rache an dem gegenwärtigen Besitzer nehmen werde.
Jim Dawson entdeckt eines Nachts, dass Valdemar als Werwolf wiedergeboren wurde und bereits eine Frau getötet hat. Als Dawson annehmen muss, dass sich die neue Hausbesitzerin Mrs. Biddulph in großer Gefahr befindet, schmilzt er ein Silberkreuz ein, um daraus Silberkugeln zu gießen. Bislang hatte dieses Silberkreuz zum Schutz des Hauses gegen Valdemars Geist Gutes geleistet. Als der Werwolf auftaucht, ist Jim erstaunt, dass seine Silberkugeln dem Wesen nichts anhaben können. Mrs. Biddulph gesteht ihm, dass sie die Silberkugeln gegen ganz gewöhnliche ausgetauscht hatte. Sie macht ihm klar, dass gemäß der Legende Werwolf Valdemar Rache an dem letzten Überlebenden der Dawson-Sippe nehmen wolle. Dawsons Leiche in Valdemars Grab werde den Werwolf in seine ursprünglich menschliche Gestalt zurückverwandeln. Der ganze Hauskauf war eine clevere Falle, denn Mrs. Biddulp ist niemand anderes als Valdemars Gattin, die nach 200 Jahren aus ihrem eigenen Grab wiederauferstanden ist.

### Der kriechende Wein
Bill Rogers sowie seine Frau Ann und beider Tochter Carol kehren von einer gemeinsamen Urlaubsreise zurück. Wieder daheim, stellt die Familie fest, dass sich rasant wachsender, wilder Wein im Garten breitgemacht hat. Bald droht die Pflanze alles zu überwuchern, und die Familie beschließt, ihn entsprechend zurückzustutzen. Doch die Pflanze schlägt daraufhin zurück und reagiert auf jeden Versuch, Hand an sie zu legen, höchst aggressiv. Als Bill allmählich keine Ideen mehr hat, wie man dem gemeingefährlichen Unkraut Herr werden kann, besucht er das britische Verteidigungsministerium und erzählt von seinem Problem. Dort lässt er sich von den Wissenschaftlern Hopkins und Drake beraten. Doch nichts hilft. Die Pflanze zeigt sich als derart intelligent, dass sie sogar regelrechte Verteidigungsstrategien entwickelt, die sogar den Tod des Menschen mit einkalkulieren.

### Voodoo
Biff Bailey arbeitet in England als Jazzmusiker. Eines Tages erhält er ein Angebot für einen Auftritt auf einer Karibikinsel, wo noch dem Voodoo-Kult gehuldigt wird. Während einer Voodoo-Zeremonie hört der Brite eine Melodie und nimmt sie unerlaubterweise an sich. Dies soll sich als ein schrecklicher Fehler erweisen. Biff möchte nämlich diese Melodie später für eine eigene Komposition verwenden. Wieder zurück in London, baut Biff diese Melodie tatsächlich in eine neue Jazz-Komposition ein, was fatale Konsequenzen nach sich zieht. Von einer unsichtbaren Macht verfolgt, stolpert Biff schließlich gegen eine Mauer, an dem ein grelles Plakat für „Dr Terror’s House of Horrors“ – der Originaltitel dieses Films – prangt, womit sein Schicksal besiegelt ist.

### Die Hand ohne Körper
Der aufgeblasene Kunstkritiker Franklyn Marsh ergötzt sich mehr an seinem spöttischen und verletzenden Witz, der so manches Mal ein Trümmerfeld bei denjenigen hinterlässt, denen er gilt, als dass er sich mit der Einschätzung von Kunst, seinem eigentlichen Aufgabenfeld, beschäftigt. Der Maler Eric Landor ist der Hauptleidtragende von Marshs beißenden Sottisen. Er rächt sich aber an seinem Gegenspieler, in dem er diesen öffentlich demütigt. Als Landor es mit seiner Abrechnung zu bunt treibt, überfährt ihn Marsh in einem Anfall von kaltem Hass mit seinem Auto. Dabei verliert Landor eine seiner beiden Hände. Dadurch der Fähigkeit beraubt, weiterhin als Maler zu arbeiten, begeht Eric Landor Selbstmord. Nun aber beginnt Landors Hand ein Eigenleben zu führen und verfolgt Kritiker Marsh auf Schritt und Tritt. Was immer Marsh auch unternimmt, sie loszuwerden – die Hand scheint unzerstörbar zu sein; selbst Feuer kann sie nicht vernichten. Schließlich vollendet die losgelöste Hand Landors Rache und lässt Franklyn Marsh nach einem eigenen Autounfall für immer erblinden.

### Der Vampir
Der Arzt Dr. Bob Carroll kehrt von einem Auslandsaufenthalt in die USA heim und bringt auch seine neue Verlobte, die Französin Nicolle, mit. In seinem Heimatort macht sich bald die Befürchtung breit, dass ein Vampir umgehen würde. Vampir-Spezialist Carroll schließt sich daraufhin mit seinem Kollegen Dr. Blake kurz, um zu beraten, was zu tun sei. Beide müssen bald feststellen, dass nur Nicolle der Blutsauger sein kann. Blake gibt schweren Herzens Carroll den Rat, seine Frau zu pfählen, woraufhin Carroll Nicolle tatsächlich tötet. Als die Polizei vorfährt, um Carroll wegen Mordes an seiner Gattin zu verhaften, bestreitet Blake ganz entschieden, einen solchen Rat jemals gegeben zu haben. Die Polizei bringt Dr. Carroll fort. Dr. Blake sagt zu sich selbst, dass diese Stadt nicht groß genug sei für zwei Ärzte und zwei Vampire. Dann verwandelt er sich selbst zu einer Fledermaus.

### Epilog
Damit enden die Geschichten des Dr. Schreck. Den zu Tode Erschrockenen eröffnet der finstere Geschichtenerzähler, dass sie diesen soeben vorgestellten, fürchterlichen Schicksalen nur entgehen können, indem sie zuerst sterben. Der Zug kommt zum Stehen, und alle Männer müssen feststellen, dass sie in Wirklichkeit bereits tot sind, umgekommen bei einem Zugunglück, das sich zu dem Zeitpunkt ereignete, als Dr. Schreck die Geschichten erzählte. Der mysteriöse Fremde erweist sich als niemand anderes als der Tod höchstpersönlich.

## Produktionsnotizen
Die Dreharbeiten zu Die Todeskarten des Dr. Schreck begannen am 26. Mai 1964 in den Shepperton Studios und endeten am 3. Juli desselben Jahres. Für diese siebeneinhalb Wochen stand ein Budget in Höhe von 105.000 Pfund zur Verfügung. Der Film wurde am 5. Februar 1965 uraufgeführt. In Deutschland lief der Streifen am 21. Januar 1966 an.

## Wissenswertes
Mit Die Todeskarten des Dr. Schreck wollten die beiden Produzenten eine Tradition wieder aufnehmen, die die Briten 1945 mit Traum ohne Ende begonnen hatten: Den Episodenfilm, in dem verschiedene Grusel- und Schauergeschichten erzählt werden. Mit ihrer 1962 gegründeten Produktionsfirma Amicus Productions stellten deren Chefs Max J. Rosenberg und Milton Subotsky in den folgenden knapp zehn Jahren weitere Episodenhorrorstreifen her, die nach dem gleichen Prinzip funktionierten. Dabei handelte es sich um Der Foltergarten des Dr. Diabolo, Totentanz der Vampire, Geschichten aus der Gruft, Asylum, In der Schlinge des Teufels und Mord im Gruselkabinett.

## Kritiken
In der Variety-Ausgabe vom 31. Dezember 1964 war zu lesen: “Fünf kurze Horrorepisoden, lose miteinander verbunden, bieten ein sinnvoll-unterkühltes Angebotspaket, das dem Zuschauer einige milde Schauder und eine ganze Menge Spaß verabreicht.”

„… einige naive Drehbücher und 08/15-Schauspielerei.“

„…Intelligenter Episoden-Thriller …erfreuliche Horrorphantasie.“

„Metaphysisch verbrämte, höchst vordergründige Gruselballade in fünf Episoden, nach Horrorschema gestaltet.“